# Coppa Europa di sci alpino 1972
La Coppa Europa di sci alpino 1972 fu la prima edizione della manifestazione organizzata dalla Federazione internazionale sci.
In campo maschile l'italiano Ilario Pegorari si aggiudicò la classifica generale; gli austriaci Kurt Engstler e Hubert Berchtold vinsero rispettivamente quelle di discesa libera e di slalom gigante, l'italiano Giulio Corradi quella di slalom speciale.
In campo femminile la francese Fabienne Serrat si aggiudicò sia la classifica generale, sia quella di slalom speciale; la sua connazionale Brigitte Jeandel vinse quella di discesa libera, l'austriaca Irmgard Lukasser quella di slalom gigante.

## Uomini

### Classifiche

#### Generale
| Pos. | Nome               | Nazione  | Punti |
| ---- | ------------------ | -------- | ----- |
| 1    | Ilario Pegorari    | Italia   | 240   |
| 2    | Hubert Berchtold   | Austria  | 222   |
| 3    | Renzo Zandegiacomo | Italia   | 163   |
| 4    | Giulio Corradi     | Italia   | 144   |
| 5    | Eberhard Schmalzl  | Italia   | 110   |
| 6    | Hans Kniewasser    | Austria  | 103   |
| 7    | Piero Gros         | Italia   | 97    |
| 8    | Franz Klammer      | Austria  | 91    |
| 9    | Werner Mattle      | Svizzera | 88    |
| 10   | Kurt Engstler      | Austria  | 80    |

#### Discesa libera
| Pos. | Nome              | Nazione | Punti |
| ---- | ----------------- | ------- | ----- |
| 1    | Kurt Engstler     | Austria | 80    |
| 2    | Rainulf Lemberger | Austria | 64    |
| 3    | Ilario Pegorari   | Italia  | 55    |

#### Slalom gigante
| Pos. | Nome               | Nazione | Punti |
| ---- | ------------------ | ------- | ----- |
| 1    | Hubert Berchtold   | Austria | 102   |
| 2    | Ilario Pegorari    | Italia  | 93    |
| 3    | Renzo Zandegiacomo | Italia  | 92    |

#### Slalom speciale
| Pos. | Nome             | Nazione | Punti |
| ---- | ---------------- | ------- | ----- |
| 1    | Giulio Corradi   | Italia  | 97    |
| 2    | Ilario Pegorari  | Italia  | 92    |
| 3    | Hubert Berchtold | Austria | 70    |

## Donne

### Classifiche

#### Generale
| Pos. | Nome                  | Nazione       | Punti |
| ---- | --------------------- | ------------- | ----- |
| 1    | Fabienne Serrat       | Francia       | 212   |
| 2    | Anneliese Leibetseder | Austria       | 192   |
| 3    | Irmgard Lukasser      | Austria       | 188   |
| 4    | Christine Rolland     | Francia       | 150   |
| 5    | Odile Chalvin         | Francia       | 141   |
| 6    | Sigrid Eberle         | Austria       | 122   |
| 7    | Hanni Wenzel          | Liechtenstein | 109   |
| 8    | Patricia Emonet       | Francia       | 103   |
| 9    | Gerti Engensteiner    | Austria       | 92    |
| 10   | Elena Matous          | Italia        | 89    |

#### Discesa libera
| Pos. | Nome                  | Nazione | Punti |
| ---- | --------------------- | ------- | ----- |
| 1    | Brigitte Jeandel      | Francia | 56    |
| 2    | Irmgard Lukasser      | Austria | 54    |
| 3    | Anneliese Leibetseder | Austria | 45    |

#### Slalom gigante
| Pos. | Nome                  | Nazione | Punti |
| ---- | --------------------- | ------- | ----- |
| 1    | Irmgard Lukasser      | Austria | 100   |
| 2    | Fabienne Serrat       | Francia | 82    |
| 2    | Anneliese Leibetseder | Austria | 82    |

#### Slalom speciale
| Pos. | Nome              | Nazione | Punti |
| ---- | ----------------- | ------- | ----- |
| 1    | Fabienne Serrat   | Francia | 103   |
| 2    | Odile Chalvin     | Francia | 92    |
| 3    | Helene Graswander | Austria | 71    |